# Renée de Vendômois
Renée de Vendômois est une noble française condamnée, en 1486, à être traînée et brûlée pour adultère, vol, larcin des biens et complicité de l'assassinat de son mari, Jean de Saint-Berthevin, seigneur de Souday. Mais, le roi Charles VIII lui ayant fait grâce de la vie, sa peine fut commuée  « à demourer perpétuellement recluse et enmurée au cimetiere des Saints-Innocents à Paris, en une petite maison qui lui sera faite à ses dépens et des premiers deniers venans de ses biens, joignant l'église, ainsi que anciennement elle estoit ».

## Présentation
Le village de Souday, dans le Perche Vendômois, qui est situé presque au bord d'un plateau, entre les curieuses villes de Mondoubleau et de Montmirail, sur la rive gauche du Couëtron, fut le lieu d'un assassinat qui défraya la chronique à la fin du XVe siècle.
Le fief de Souday appartenait au XIVe siècle à une noble famille nommée Le Gallois. L'un de ses membres, messire Tribouillard de Souday, vassal de Jeanne de Penthièvre, se distingua par ses violences à Melleray et surtout pendant la guerre de Cent Ans. Il eut la garde du château de Montmirail et fut pris à la bataille de Poitiers en 1356. Le neveu de Tribouillard, Jean Le Gallois, ne se maria pas. Il occupa ses loisirs à faire édifier son manoir de la Cour de Souday, qui passa bientôt par héritage à la maison de Saint-Berthevin.
C'est ainsi qu'au début du règne de Louis XI, Souday avait pour seigneur Jean de Saint-Berthevin, écuyer, fils de Jean et Jacquette de Vassé. Celui-ci épousa en premières noces Jeanne de Tucé, veuve de Guillaume de Chaources), seigneur de Clinchamp, avec laquelle il eut 1 fils et 1 fille. Guillaume de Saint-Berthevin qui épousera Catherine de La Tour fille de Raoulet, seigneur de Glatigny et Catherine de Saint-Berthevin qui épousera François de Mesenge, fils de René, seigneur de Saint-Paul-le-Gaultier. Jeanne de Tucé décéda en 1474. Catherine de Saint-Berthevin, fille de Jean et de Jeanne de Tucé, avait épousé en 1488 l'écuyer manceau François de Mésange, mourut en 1504, après avoir demandé par
testament la sépulture dans l'église des Saints-Innocents.
Jean de Saint-Berthevin fit la connaissance d'une jeune veuve nommée Renée de Vendômois, âgée de 16 ans, qui habitait La Tibonnelière. Renée de Vendômois était la fille d'Hamelin de Vendômois et l'arrière-petite-nièce de Jeanne de Vendômois qui avait épousé en premières noces Gervais de Ronsard, seigneur de La Poissonnière avant de vivre en adultère avec Jean de Bourbon-Carency qu'elle finit par épouser en 1420.
La famille de Vendômois, qui portait pour blason : coupé au premier d'or à trois fasces de gueules, et au deuxième d'hermines, occupait, tout comme la famille de Saint-Berthevin, un rang distingué dans la province du Maine et particulièrement au pays de Château-du-Loir, où elle possédait de nombreux fiefs. La noblesse de Renée de Vendômois, son jeune âge et sa beauté, avaient donc déterminé Jean de Saint-Berthevin, qui avait passé la quarantaine, de convoler en secondes noces avec Renée de Vendômois. Ils se marièrent vers 1478 et eurent 2 enfants : François né en janvier  1481 et un second enfant qui mourut en bas âge.

## Le meurtre
Jean de Saint-Berthevin mit à la disposition de sa seconde épouse toutes ses richesses et recevait toute la noblesse du pays. Ainsi la jeune femme qui s'ennuyait, fit connaissance d'un écuyer, Guillaume du Plessis, fils de feu Jean du Plessis et de Catherine d'Avaugour, dame du Mée en la paroisse d'Arrou se présentant comme un lointain cousin. Sa présence trop fréquente et la disparition de sommes d'argent importantes finirent par éveiller des soupçons. Renée prétendit que ces soupçons étaient injustes et que les vols étaient du fait des serviteurs, mais Jean de Saint-Berthevin finit par confondre les amants.

Après avoir tenté d'empoisonner, sans succès, le mari, Guillaume du Plessis et Renée de Vendômois commandèrent à un ancien serviteur de l'assassiner. L'homme passa à l'acte, un ou deux jours avant Noël 1483, entre le moulin de Taillefer et le manoir de la Cour sur le chemin de Glatigny.

Renée de Vendômois était veuve.

Renée fut aussitôt avisée du terrible événement. Au lieu « d'estre desplaisante et doulente, n'en fit apparence de deul et n'en ploura oncques, quoy qu'il en soit, n'en fit pas grant compte ». Jean de Saint-Berthevin fut inhumé dans l'église de Souday, devant l'autel des Innocents, à côté de celui de Raoulet de La Tour, seigneur de Glatigny, dont la fille, Catherine, devait épouser Guillaume, fils aîné de la victime et de Jeanne de Tucé. La coupable assista aux obsèques de son mari en habit de veuve et sans l'ombre d'un remords, dès qu'elle fut rentrée au manoir de la Cour, elle fit main basse sur l'or, l'argent, les joyaux et les bagues du défunt, au détriment des enfants du premier lit.
Le bruit du meurtre de Jean de Saint-Berthevin ne tarda pas à se répandre non seulement dans les environs de Souday, mais dans toute la province du Maine.

La rumeur publique désignait Guillaume du Plessis comme l'auteur du crime et le complice de Renée de Vendômois. Il écrivit aussitôt une lettre à celle-ci pour lui recommander de bien veiller sur ses paroles et de ne laisser échapper aucun aveu en cas d'interrogatoire, puis se dépêcha de rejoindre Saint-Malo, qui était une ville de franchise, abandonnant lâchement la veuve. Un criminel ne pouvait jouir du privilège de l'immunité à Saint-Malo sauf s'il faisait préalablement sa confession par écrit sans omettre le plus petit détail. Voulant éviter la corde, il avoua donc tout : sa culpabilité, la complicité de Renée et les circonstances soit atténuantes soit aggravantes du meurtre.

## Arrestation
Marguerite de Saint-Berthevin et Ambroise de Mareuil, tuteurs des enfants mineurs du défunt seigneur de Souday, ayant eu connaissance de ces aveux, firent intervenir la justice. Marguerite de Saint-Berthevin, dame de Villenoble était la fille de Jean de Saint-Berthevin et de Jeanne de Courtarvel et sœur du côté paternel de Jean de Saint-Berthevin, qui était lui-même fils de Jean de Saint-Berthevin et de Jacquette Vassé sa seconde épouse. Ambroise de Mareuil était le mari de Roberte de Saint-Berthevin sœur de l'assassiné.
L'information conduite par les officiers de Mondoubleau amena l'arrestation de Renée de Vendômois.

Le châtelain de Mondoubleau, pour le comte de Vendôme était Jean de Courcillon, ancien procureur de La Ferté-Bernard qui fut chargé de l'administration des biens du défunt seigneur de Souday. Il détourna pour lui et au profit de la prisonnière des sommes importantes. Ayant la direction du procès de Renée, il favorisa la coupable d'une manière scandaleuse, à tel point qu'il fut accusé d'avoir entretenu avec elle des relations criminelles. 

Jean de Courcillon fut appréhendé et conduit dans les prisons de la Conciergerie à Paris.
Guillaume du Plessis ayant appris l'arrestation de Renée lui adressa une nouvelle lettre pour l'engager à ne rien confesser. Ensuite, il mit en œuvre les influences dont il pouvait disposer à la cour pour solliciter son absolution.
 
Le jeune roi Charles VIII était à Chartres, après la tenue des États-généraux de Tours et avant son sacre qui devait avoir lieu à Reims le 30 mai 1484. Trompé par un exposé fantaisiste des circonstances qui avaient amené la mort du seigneur de Souday, le monarque ou plus exactement Anne de Beaujeu sous le nom de son frère accorda à Guillaume du Plessis des lettres de rémission datés du Vendredi Saint 1484 en considération de ses bons services rendus à Louis XI dans la conquête de l'Artois et de la Bourgogne et surtout « en l'onneur et révérance de la Passion du benoist Sauveur ».
Mais cette grâce ne fut pas entérinée et Guillaume du Plessis, pour échapper aux poursuites de la justice, se réfugia en Bourgogne, ou il épousa, par contrat passé le 20 novembre 1484, devant Jean Picquenet, notaire au comté de Bourgogne, demoiselle Catherine de Ray, fille de Guillaume de Ray, chevalier, seigneur de Beaujeux, Pressigny, Autoreille, La Ferté-sur-Amance, et de feue noble et puissante dame Catherine de Vergy. Le meurtrier de Jean de Saint-Berthevin entrait dans une des meilleures familles bourguignonnes.
Non plus criminelle que Guillaume du Plessis, Renée de Vendômois allait parcourir seule les étapes de l'expiation.

## Procès
Après une année d'enquêtes, de procédures et d'autres actes accoutumés en justice, la cause de Renée de Vendômois vint au Parlement de Paris sur la demande de Marguerite de Saint-Berthevin et d'Ambroise de Mareuil. 
La cour ordonna le 29 janvier 1485, que Renée serait logée à la Conciergerie.
Le 2 mai, Renée de Vendômois fut envoyée devant le Prévôt de Paris, après examen du procès fait par les officiers de Mondoubleau et de Vibraye :
« Vu par la cour le proces fait par les officiers de Mondoubleau et de Vibraye contre damoiselle Regnée de Vendosmois, veuve de Jehan de Samt-Berthevin, prisonnière es prisons de ]a Consiergerie du palais, au moyen de certaines appellations des dits officiers par Marguerite de Saint-Berthevin et Ambroys de Marueil, escuier, tuteur et curateur de Katherine de Saint-Berthevin et Guillaume de Saint-Berthevin, enfans mineurs d'ans dudit Jehan de Saint-Berthevin et de feue Jehanne de Tussé, sa première femme, avec charges et informations des parties; oy le procureur du roy, la court met l'appel à néant sans amende, dépens reservés et renvoie les parties devant le prévost de Paris ou son lieutenant criminel pour parfaire le procès de ladite de Vendosmois ainsi que de raison ».
Comme Renée de Vendômois n'avouait pas son crime, le Prévôt de Paris, Jacques d'Estouteville, la transféra des prisons de la Conciergerie pour celles du Châtelet, afin de la soumettre à la question ordinaire.

Elle fut mise plusieurs fois à la torture, probablement aux brodequins. Pendant que les coins de bois, frappés par le maillet du questionnaire, lui meurtrissaient les jambes et faisaient craquer ses os au milieu de souffrances inouïes, un impassible greffier se tenait à son bureau, prêt à enregistrer des phrases faites de cris de douleur et d'aveux. Enfin, la complice de Guillaume du Plessis sortit de cette épreuve, mais tellement gehainnée et si inhumainement traitée, qu'elle en resta infirme et impotente (Renata, valde inhumaniter tractata, queshonata seu torturata fuerat taliter quam ab omni suo tempore impotens extabat).

Renée de Vendômois ne voulut pas entendre la lecture de son procès par le lieutenant criminel, assisté des officiers du roi au Châtelet. Elle en appela au Parlement de Paris et fut conduite de nouveau dans les cachots de la Conciergerie. La cour suprême soumit la prisonnière à la visite des médecin, chirurgien et barbier jurés, afin de savoir si, dans l'application qui lui avait été faite de la question, on n'avait pas dépassé les limites permises. Sur leur rapport, en date du 23 novembre 1485 : « Veu par la court le procès fait par le prévost de Paris ou son lieutenant criminel à l'encontre de Regnée de Vendosmoys, prisonnière en la Consiergerie du palais à Paris, appelant dudit prévost ou de son dit lieutenant, veu aussi le rapport des médecin, cirurgien et barbier jurez de ladite court de la visitation par eulx faicte de la dicte de Vendosmoys, par ordonnance d'icelle court, oye ladite appellacion sur sa cause d'appel, et tout considéré : Il sera dit que la court a mis et mect ladite appellacion au néant, sans amende et pour cause, et néantmois, icelle court à renvoyé et renvoye la dite Regnée de Vendosmoys devant ledit prevost de Paris ou son dit lieutenant... », son appellation est mise à néant et renvoyée au Châtelet devant ceux qui l'avaient torturée.
La veuve de Jean de Saint-Berthevin fut condamnée à « estre traynée et arse au marché aux pourceaux de Paris » et à la confiscation de ses biens.

## Condamnation
Deux années s'étaient écoulées que Renée de Vendômois avait passées dans les prisons de Mondoubleau, de la Conciergerie et du Châtelet, tandis que son complice, narguant la boiteuse justice humaine, jouissait
de la liberté et oubliait à son nouveau foyer celle qui s'était perdue pour lui. Brisée par la question, condamnée au bûcher, Renée de Vendômois, qui avait vingt-deux ans, voulait espérer encore ne pas mourir étouffée par la fumée et dévorée par les flammes après avoir été traînée sur une claie à travers les rues de Paris, en raison le duc d'Orléans Louis XII, l'arrière petit-fils de Charles V et de Jeanne de Bourbon, implorait la clémence royale.
Le 21 février 1486, Charles VIII écrivit à ses conseillers tenant la cour de Parlement de Paris : « Nos amés et féaux, notre très cher et très aimé frère et cousin le duc d'Orléans nous a supplié à différentes reprises de vouloir bien pardonner à Renée de Vendômois, prisonnière à la Conciergerie de notre palais, le meurtre de son feu mari, l'écuyer Jean de Saint-Berthevin. Nous désirons que justice soit satisfaite, mais, pour complaire à notre dit frère et cousin, nous voulons que la dite Renée ait la vie sauve. Si, par son procès, vous trouvez qu'elle a mérité la mort, nous vous mandons bien expressément de lui commuer cette peine en une autre que vous jugerez convenable, car tel est notre plaisir. »
Le Parlement de Paris s'empressa d'obéir au souverain. Le 28 février et le 2 mars 1486, la cour, présidée par Jean de La Vacquerie, entendit les plaidoyers des avocats Gannay pour la dame de Souday et Michon pour le comte de Vendôme et les enfants de Jean de Saint-Berthevin. Suffisamment éclairée, le lundi 20 mars 1486, elle rejeta l'appel de Renée mais tenant compte des lettres de rémission, elle fit grâce de la vie à la coupable et fixa ainsi son sort :
« Pour la réparacion civile, la cour a condamné et condamne la dite Renée de Vendômois à délaisser l'habit noir de viduité et à faire amende honorable publiquement en la cour de céans au procureur général du roi et aux enfants dudit feu de Saint-Berthevin, à genoux, nue tête, sans chaperon, vêtue d'un corset de gris blanc, sur lequel, à l'endroit de la poitrine, sera cousue une petite croix de bois; et, tenant en ses mains une torche de cire allumée, elle dira »:
« « Je, Renée de Vendômois, remercie très humblement le roi, mon souverain seigneur, de la grâce qu'il m'a faite en me sauvant la vie et en me remettant la peine de mort que j'ai méritée et à laquelle j'ai été condamnée, pour ce que, faussement, mauvaisement, par conspiration et machination mauvaise, j'ai commis adultère, vol et larcin des biens de feu monseigneur de Souday, Jean de Saint-Berthevin, lors mon mari, et que j'ai été cause que, inhumainement, il a été meurtri et occis près de sa maison de Souday par un nommé Gros-Jehan, serviteur de Guillaume du Plessis, mon adultère, ce dont je me repens et requiers merci et pardon à Dieu, au roi, à justice, aux enfants du dit défunt seigneur et à tous ses autres parents et amis» ».
En outre, la cour priva Renée de tous ses droits civils, la condamna à restituer les bijoux volés après la mort de son mari, à fonder des services religieux dans l'église de Souday en fournissant les ornements nécessaires, à faire ériger sur le lieu du crime une croix de pierre de huit pieds de hauteur avec une épitaphe narrative de la mort de Saint-Berthevin, à payer différentes amendes, à tenir prison jusqu'à la parfaite exécution de toutes ces charges et enfin :
« A demeurer perpétuellement recluse et emmurée au cimetière des Saints-Innocents à Paris, dans une petite maison qui sera faite à ses dépens, des premiers deniers venant de ses biens, maison joignant l'église, comme elle était anciennement, pour y faire pénitence et finir ses jours au moyen d'aumônes et du résidu de ses biens ».

## La réclusion
Renée de Vendômois avait été condamnée à la reclusion le 20 mars 1486. Elle resta encore prisonnière au Petit Châtelet de Paris pendant environ six mois, temps nécessaire à l'exécution des  différentes clauses de l'arrêt du Parlement et au recouvrement des bijoux volés à la succession de Jean de Saint-Berthevin.

Le mardi 19 septembre, la dernière demeure de la dame de Souday était parachevée. Ce même jour les présidents du Parlement ordonnèrent que Renée serait conduite publiquement au cimetière des Saints-Innocents par le greffier criminel et les huissiers de la cour accompagnés des sergents à verge du Châtelet, afin d'être recluse et emmurée dans la chambre basse qu'on lui avait préparée.
Le matin du 20 septembre 1486, la foule, toujours avide d'émotions, assiégeait le cimetière des Innocents et aspirait, sinon à la vie politique, du moins au spectacle assez rare de l'emmurement d'un vivant. Vers les onze heures, Renée apparut avec son escorte de greffiers, huissiers et sergents à verge. Elle prit place dans le cimetière, devant l'église, où elle subit sa dernière humiliation, la lecture de l'arrêt du Parlement. Ensuite on la fit entrer dans sa cellule « fermant à deux serrures ». Une des clefs fut remise aux marguilliers Jacques Le Moyne et Dominique de Moyencourt, l'autre fut portée au greffe de la Cour.
Tout était fini. Le monde n'existait plus pour la recluse. Elle passa le reste de sa vie dans la solitude égayées seulement par l'assistance aux offices, le chant des psaumes et les cérémonies funèbres, jusqu'à sa mort, dont la date n'est pas connue.
Le fils unique de Renée de Vendômois, François de Saint-Berthevin, meurt en 1500. Il y eut entre ses héritiers un grand procès au Parlement de Paris.

## Guillaume du Plessis
Après la condamnation de Renée, Guillaume du Plessis était revenu dans le Perche, où il se tenait en maison forte veillant à la sûreté de sa personne. De là, il prenait un soin scrupuleux de ses intérêts matériels. Il fit même hommage pour sa terre du Mée, dans la paroisse d'Arrou, le 23 avril 1504, à François d'Orléans, comte de Dunois. 
Par ailleurs, malgré certain appointements, les parents de Jean de Saint-Berthevin obtenaient contre lui du Parlement et du roi Louis XII, en 1504 et 1505, des ajournements et des décrets de prise de corps.
Mais le coupable parvenait à se mettre à l'abri et restait insaisissable dans son repaire. Enfin, comme il fallait en finir, la cour suprême, par arrêt du 31 janvier 1506, le condamna en son absence à être pendu à une potence élevée sur le lieu du crime où son cadavre devait rester vingt-quatre heures avant d'être transporté aux fourches patibulaires de Souday, à plusieurs amendes, à augmenter les fondations de messes et de services faites par Renée de Vendômois, aux frais de différentes épitaphes commémoratives du meurtre et à la saisie de tous ses biens.

En conséquence de cet arrêt, le duc de Longueville, comte de Dunois, confisqua la châtellenie du Mée, en donna la garde à Jean, bâtard de Dunois et fit un accord le 27 août 1507 avec François de Mésange, veuf de Catherine de Saint-Berthevin, au sujet de 1 000 livres parisis que celui-ci était autorisé à prendre sur les biens de Guillaume du Plessis :
« 27 août 1507. Comme par arrêt de la court de Parlement donné le derrenier jour de janvier mil cinq cens et sept, Guillaume du Plessis, jadis seigneur de la chastellenie du Mées, pour raison de certain hommicide par luy ou son adveu et commandement commis en la personne de deffunct Jehan de Sainct-Berthevin, en son vivant seigneur de Soulday, ait esté condampné à estre pendu et estranglé et chascuns ses biens déclarer confisquez, sur iceulx... préalablement prins la somme de 1 000 liv. par. « pour l'intérestz civil de noble homme Francoys de Mésange qui avoit poursuy ledit homicide contre ledit du Plessis, etc. » ».
Suit l'accord au sujet des 1 000 livres entre ledit François de Mésange et François d'Orléans, duc de Longueville, qui avait pris possession de la châtellenie du Mée.
Tout porte à croire que, malgré ces rigoureuses procédures, Guillaume du Plessis ne finit pas ses jours pendu au gibet.

Son fils, Marin du Plessis, devint seigneur du Mée, dans la paroisse d'Arrou, et épousa par contrat du 24 janvier 1532 demoiselle Renée Tiercelin, fille de noble Antoine Tiercelin, écuyer, seigneur de Richeville, conseiller et maître des comptes de la maison de Longueville et Catherine de Baille.
Adrienne, fille de Guillaume du Plessis, se consacra à Dieu dans l'abbaye de Saint-Avit au Perche